# ジュラシック・ワールド・ザ・ライド
- ユニバーサル・パークス&リゾーツ > ユニバーサル・スタジオ・ハリウッド > ジュラシック・ワールド・ザ・ライド
- ジュラシック・ワールド > ジュラシック・ワールド・ザ・ライド

ジュラシック・ワールド・ザ・ライド（英: Jurassic World: The Ride）は、ユニバーサル・スタジオ・ハリウッドのロウアー・ロットにある『ジュラシック・ワールド』をテーマにしたライド・アトラクションである。

## 概要
本アトラクションは、2018年5月10日、監督を務めたスティーヴン・スピルバーグが1993年に製作した『ジュラシック・パーク』の25周年記念式典の中で、ユニバーサル・スタジオ・ハリウッドの関係者によって発表された。そこで、1996年6月21日にオープンした「ジュラシック・パーク・ザ・ライド」は、2015年公開の映画『ジュラシック・ワールド』と2018年公開の続編『ジュラシック・ワールド/炎の王国』をベースにした再テーマ化のために閉鎖されることが明言された。また、アトラクションの近くにあるレストラン「ジュラシック・カフェ」とショップ「ジュラシック・アウトフィッターズ」も、テーマを変更するために一時的にクローズした。
ユニバーサル・クリエイティブが本アトラクションの製作を手がけ、ジョン・コルフィノがプロジェクト・ディレクター兼ショー・プロデューサーを務めた。彼は、2015年の映画で監督とプロデューサーを務めたコリン・トレヴォロウとフランク・マーシャルと密接に協力してライドを製作した。コルフィノは、旧ライドの要素と新ライドの要素を融合させる作業を行い、最終的なアイデアをスピルバーグに提示した。忙しい夏の観光シーズンに向けて、チームは急いで乗り物を完成させなければならなかった。アトラクション内では、映画に登場するモササウルスがデジタルで登場する。インダストリアル・ライト&マジックは、ユニバーサル・スタジオ・ハリウッドのデザインチームと協力し、このクリーチャーとその環境を作り上げた。モササウルスの水槽の壁は、船の両側に設置された4つの高精細な大画面に描かれている。手前の物体が奥の物体よりも速く動く3D効果により、モササウルスがリアルに表現されている。また、「ジュラシック・パーク・ザ・ライド」よりも大型の恐竜が登場し、新たなアニマトロニクスにより恐竜の動きも良くなっている。クリス・プラット、ブライス・ダラス・ハワード、B・D・ウォンは、『ジュラシック・ワールド』と『ジュラシック・ワールド/炎の王国』の役を再演した。
アトラクションは、事前の告知やファンファーレなしに、2019年7月12日に正式にオープンした。これまでは、ユニバーサルの社員の友人や家族を対象としたソフトオープンだった。正式オープンと同時に、ライドのエントランスに隣接して、ジュラシック・ワールドをテーマにした他のアトラクションが多数登場した。ゲストは、トリケラトプスのジュリエットと触れ合う「トリケラトプス・エンカウンター」や、大きな恐竜の化石を発掘する「ディノプレイ」などに参加することができる。トレーナーと一緒に赤ちゃん恐竜と触れ合うこともできる。モササウルスは、水族館の「展望台」と呼ばれるエリアに設置されている。このエリアは、実際の天候に反応し、時間帯によって昼と夜の時間帯が変わる。「ジュラシックカフェ」では、シリーズの架空の島であるイスラ・ヌブラ島にちなんだ「イスラ・ヌバー」というバーが登場した。

## ストーリー

### 待ち列
ゲストは「ジュラシック・ワールド」のゲートを通り、スイッチバックの連続する場所に入る。待ち列は、映画に登場するイスラ・ヌブラルをイメージしてデザインされており、パークの恐竜を説明するポスターや看板が設置されている。頭上のビデオモニターには、島のテレビ局である『ジュラシック・ワールド・ネットワーク』が映し出されており、映画に登場する恐竜の情報やインタビューなどが紹介されている。ゲストがボートに乗る前に、ローディングエリアに近づくと、小さなモニターに安全情報が表示される。

### ライド
各ボートは25人を収容することができる。ライドは最初にリフトの丘を登ることから始まり、ボートはモササウルスに遭遇しながらアクアリウムのセクションへと進む。その後、ゲストは緑豊かなエリアに行き、そこでステゴサウルスの親子を見つけ、パラサウロロフスに遭遇してからプレデター・コーブに入る。そこでは、インドミナス・レックスが檻から抜け出し、ティラノサウルスやディロフォサウルスなどが展示されており、殺戮が繰り広げられている。そこに、恐竜を一網打尽にするためにACUが呼ばれる。ハワード演じるクレア・デアリングは乗客を落ち着かせようとするが、ボートが別のリフトの丘を横切る前に彼女のフィードは切れてしまう。そして、プラット演じるオーウェン・グラディがパッチを当て、ボートから動かないようにと忠告する。そして、ブルーを送ってライダーたちを逃がす。
ボートがリフトの最上部に近づくと、噛んだワイヤーを持ったヴェロキラプトルが天井の穴からゲストに向かって突進してくる。ディロフォサウルスが毒を吐いたり、インドミナスに接近したりした後、ライダーたちはブルーと出会う。ヴェロキラプトルは彼らを出口に案内するが、インドミナス・レックスは先に出口に到着していた。そこにティラノサウルスが現れてインドミナスを攻撃し、ゲストが逃げる時間を稼ぐ。その後、ボートは25.6mの落差を下っていき、底に着くとすべてのゲストに水がかかり、ライドは終了する。ゲストは、ショップに移動する。

## 評価
オープン時のゲストの反応は概ね良好だった。ロサンゼルス・タイムズのトッド・マーテンスは、「不完全な乗り物だが、『ジュラシック・パーク』シリーズの行く末を考えると完璧な乗り物だ」と評し、『ジュラシック・ワールド』シリーズではストーリーよりもスリルを重視していたと述べている。また、「5分以上の時間の中に、緊張感や恐怖感、そして驚きをもたらす特殊効果をふんだんに盛り込んでいる。しかし、オリジナルのアトラクションが持っていた畏敬の念や壮大さ、ストーリーテリングの基本的な理解を犠牲にしている」と述べている。IGNのロール・プリュドムは「懐かしさを通り越して、ほとんどのアップデートはライドの爽快感を高めるのに役立っている。モササウルスのスクリーンを除けば、残りのライドは実用的な効果と有形のアニマトロニクスに焦点を当てており、その魅力を維持するのに役立っている」と書いている。